# Anne Vallayer-Coster

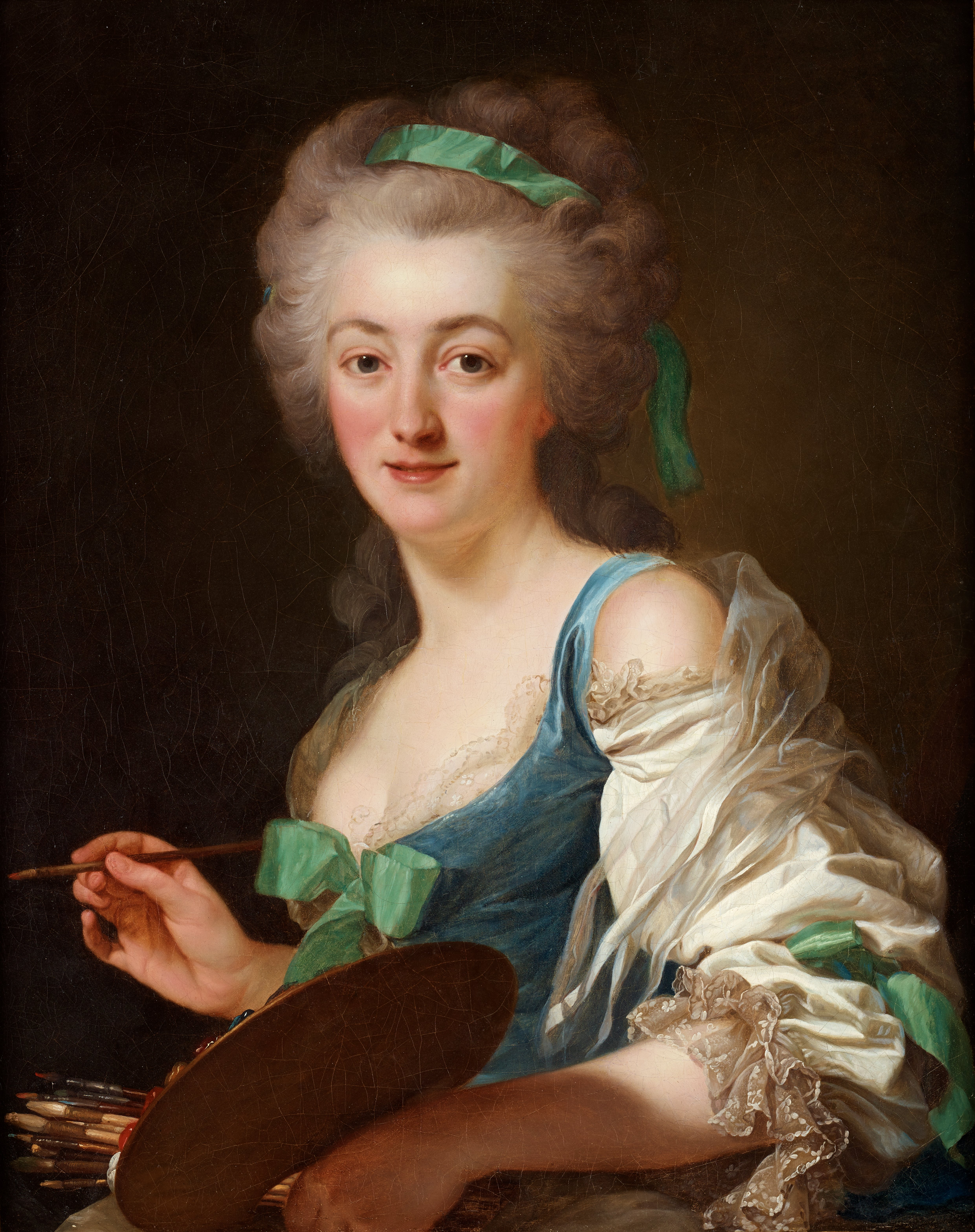
Alexander Roslin: Porträt von Anne Vallayer-Coster, 1783, Öl auf Leinwand.

Anne Vallayer-Coster (* 21. Dezember 1744 in Paris als Anne Vallayer; † 27. oder 28. Februar 1818 ebenda) war eine französische Malerin und Zeichnerin.
Sie war sowohl vor als auch nach der Französischen Revolution als professionelle Malerin erfolgreich und wurde von Marie-Antoinette protegiert, deren Familienmitglieder Vallayer-Coster unter anderem porträtierte.

## Leben und Wirken

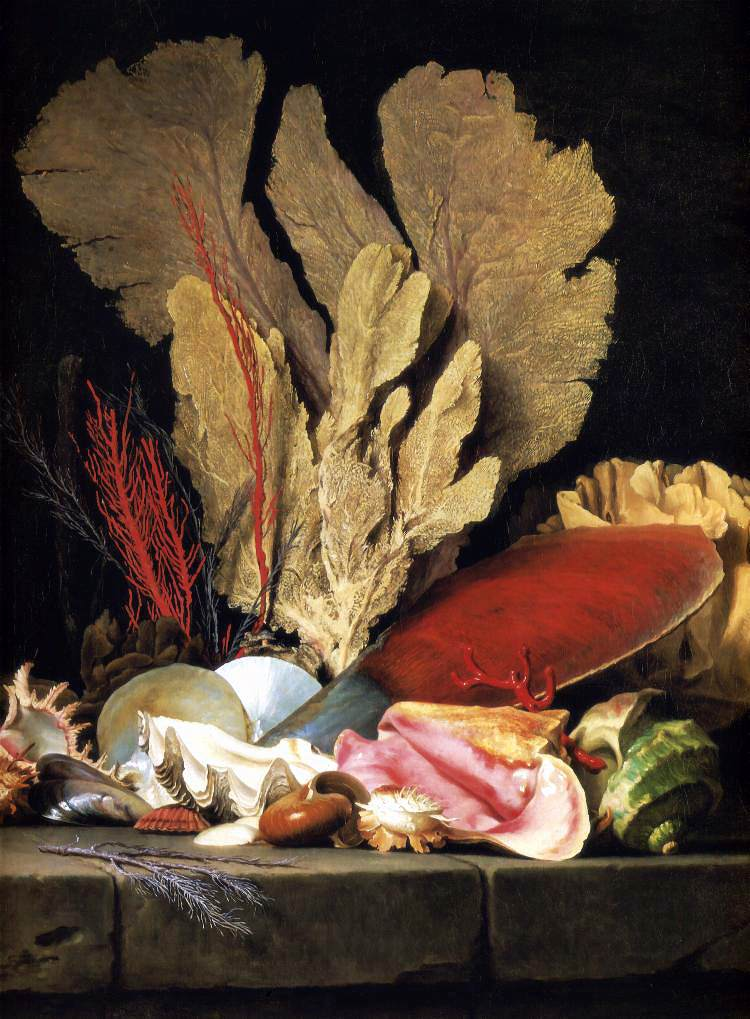
Stillleben mit Muscheln und Koralle, 1769, Paris, Musée du Louvre

Anne Vallayer wurde als zweite von vier Töchtern des Pariser Goldschmieds Joseph Vallayer (1704–1770) und der Miniaturmalerin Anne Cornut de la Fontaine geboren. Durch die Anstellung ihres Vaters wuchs sie bis 1754 in der Manufacture royale des Gobelins auf, im Umfeld von Françoise Basseporte, Claude Joseph Vernet und Gabriel de Saint-Aubin. Von den beiden ersteren erhielt sie Unterricht, ihr künstlerisches Arbeiten ist seit 1762 dokumentiert.
Am 28. Juli 1770 wurde Vallayer als Stillleben-, Blumen- und Früchtemalerin in die Académie royale de peinture et de sculpture aufgenommen. Bis 1789 stellte sie von nun an regelmäßig im Salon aus, Denis Diderot lobte 1771 ihr Werk und dessen Illusionismus. Seit 1772 wurde sie von der Dauphine und späteren Königin Marie-Antoinette protegiert, auf deren Empfehlung hin Vallayer ab ca. 1780/81 in der Galerie du Louvre wohnte. Neben ihren Blumen-, Früchte- und Tierstillleben porträtierte Vallayer auch einige Mitglieder des Königshauses. Am 25. April 1781 heiratete Vallayer den Pariser Anwalt Jean-Pierre-Silvestre Coster (1745–1824). Während der Französischen Revolution lebte die Künstlerin zeitweilig in Villemomble, ab 1795 stellte sie bis 1817 wieder gelegentlich im Salon aus.
Neben Ölgemälden schuf sie Aquarelle, Pastelle, Gouachen, Zeichnungen und Miniaturen. Nach der Revolution wurden einige Gobelins nach ihren Entwürfen geschaffen. Ihre Werke wurden von den Zeitgenossen geschätzt, unter anderem besaßen der Marquis de Marigny, Kaiserin Josephine, Ludwig XVIII. und die Duchesse d’Angoulême Werke von ihr. Sie gehörte zu den erfolgreichen Frauen in der Kunst ihrer Zeit, nach zeitgenössischen Berichten konkurrierte sie mit Cornelis van Spaendonck und Jean Siméon Chardin. Anfang des 20. Jahrhunderts kam der Verdacht auf, dass letzterem mehrere ihrer Gemälde fälschlicherweise zugeschrieben wurden. Sicher ist, dass Werke Vallayer-Costers in Auktionen hin und wieder als Chardins Werke verkauft wurden.

## Werke (Auswahl)

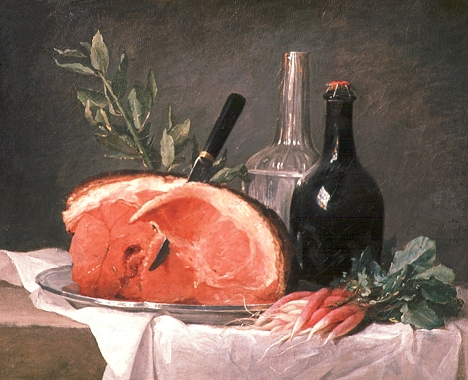
Stillleben mit Schinken, Flaschen und Radieschen, 1767, Berlin, Gemäldegalerie.
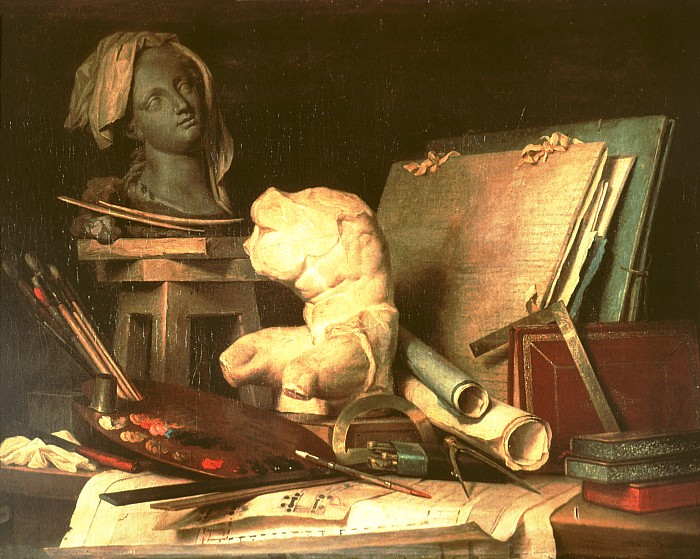
Die Attribute der Malerei, Bildhauerei und Architektur, 1769, Paris, Musée du Louvre. Mit diesem und dem folgenden Gemälde wurde Vallayer 1770 in die Académie aufgenommen.
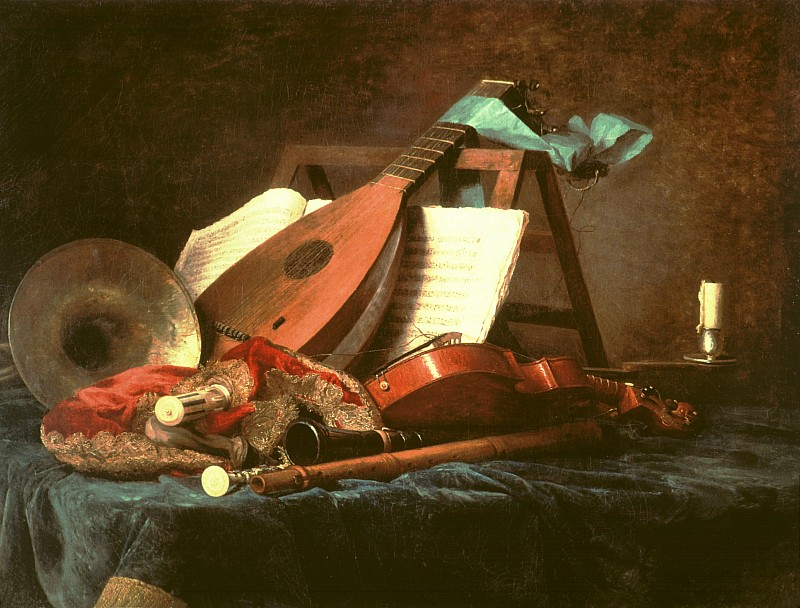
Die Attribute der Musik, 1770, Paris, Musée du Louvre.
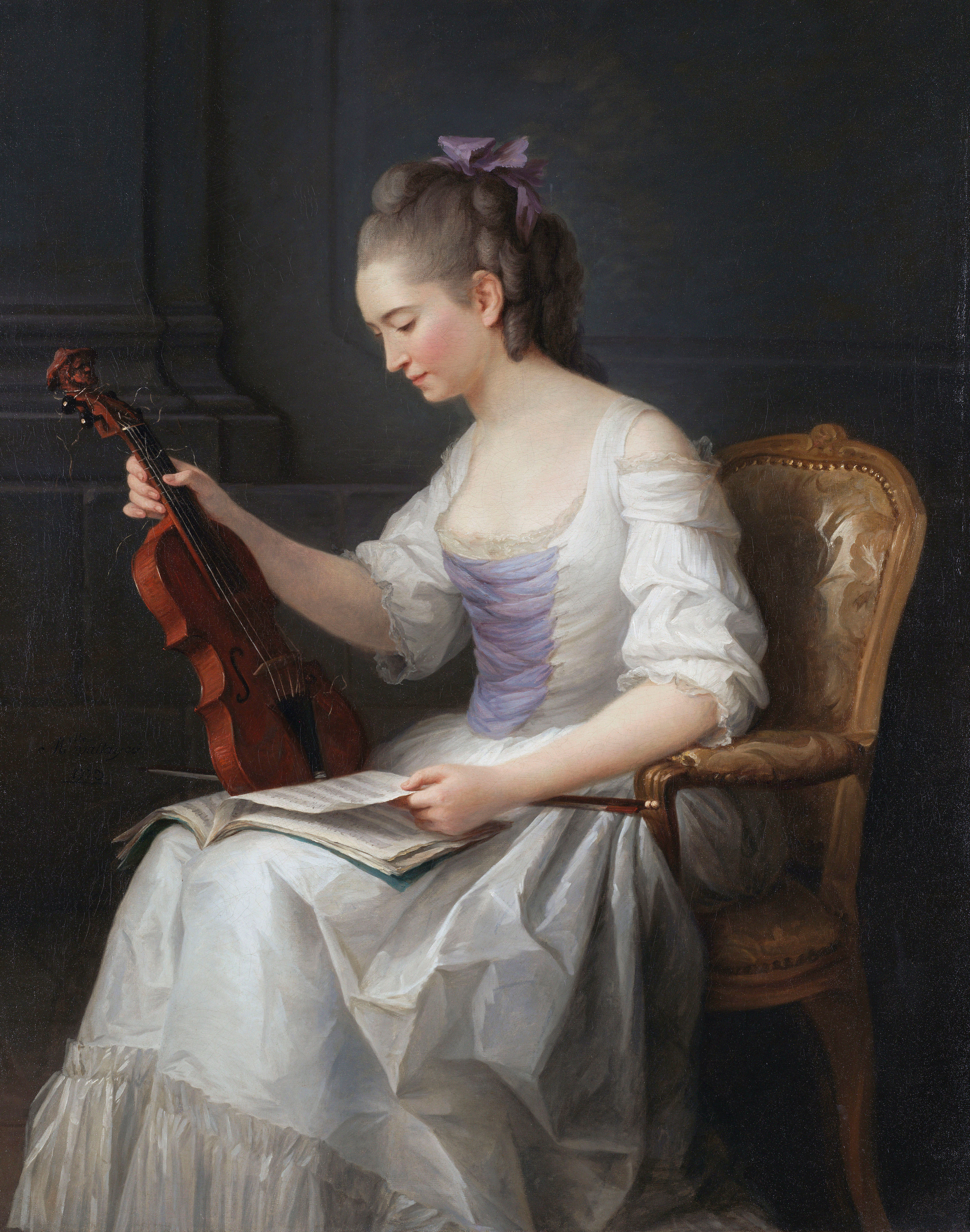
Junge Dame mit Violine, 1773, Stockholm, Schwedisches Nationalmuseum
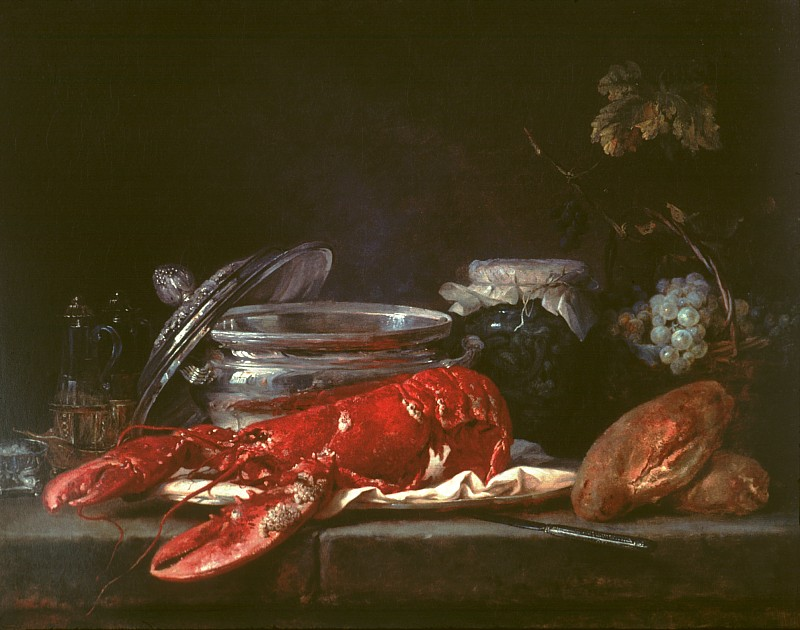
Stillleben mit Hummer, 1781, Toledo, Toledo Museum of Art.
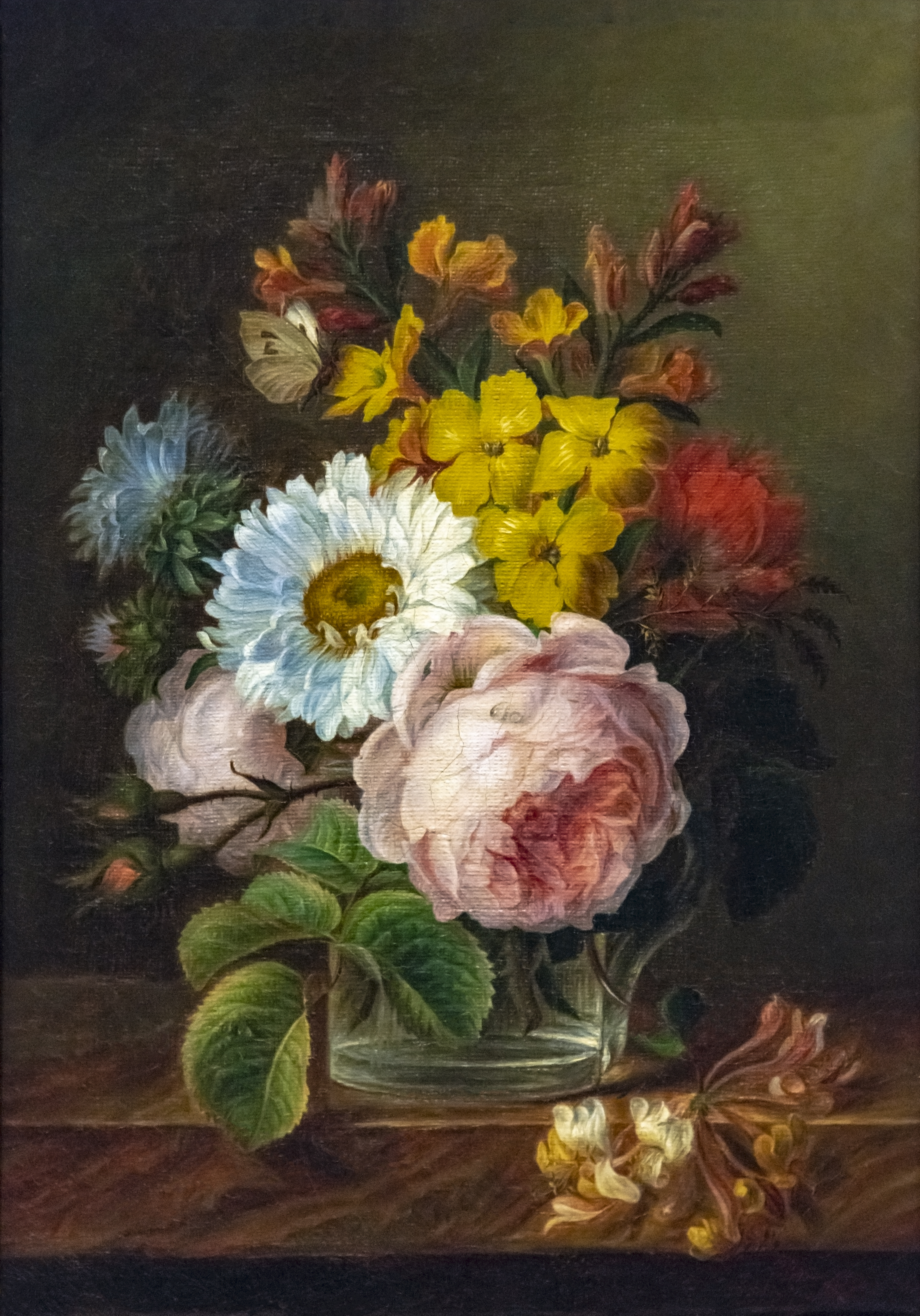
Blumen in einem Glas, o. D., Carcassonne, Musée des Beaux-Arts de Carcassonne.